# دهه ۲۷۰ (میلادی)

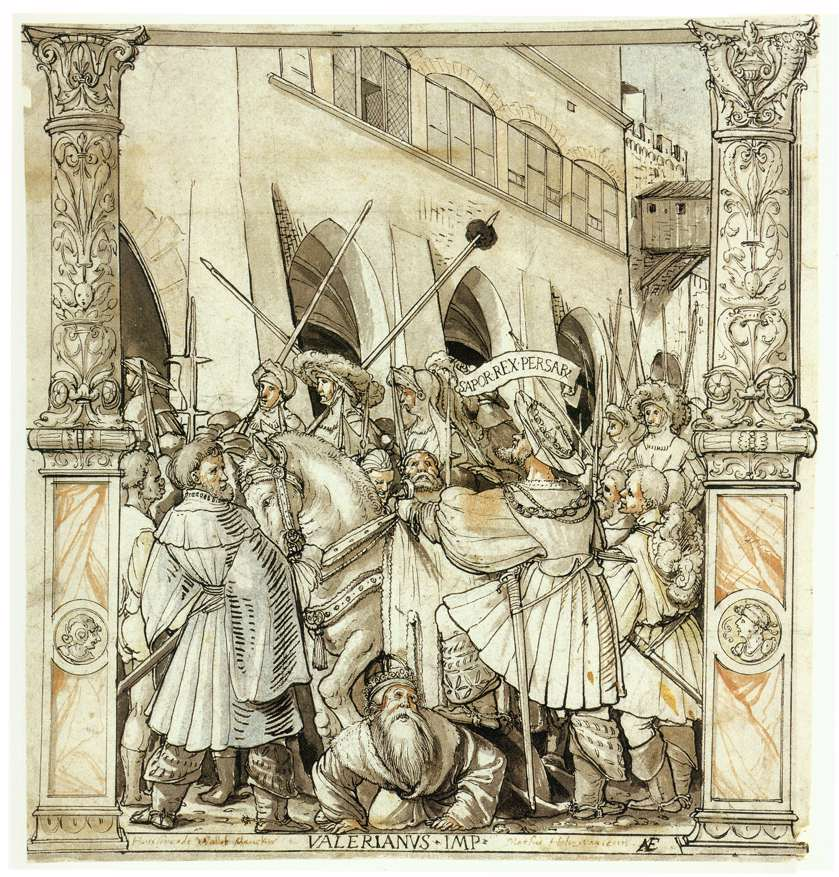
دهه ۲۷۰ (میلادی)

دهه ۲۷۰ (میلادی) دهه بیست و هفتم تقویم میلادی است.

## درگذشتگان
‎